# Daniel Corcino
Daniel Corcino (né le 26 août 1990 à Azua de Compostela, Azua, République dominicaine) est un lanceur droitier qui a joué pour les Reds de Cincinnati et les Dodgers de Los Angeles en Ligue majeure de baseball.

## Carrière
Daniel Corcino commence sa carrière professionnelle en 2008 dans les ligues mineures, où il est lanceur partant. C'est comme lanceur de relève qu'il fait ses débuts dans le baseball majeur le jour de son 24e anniversaire, le 26 août 2014, pour les Reds de Cincinnati. Il affronte 3 frappeurs des Cubs de Chicago et en retire deux sur des prises.
Il est réclamé au ballottage par les Dodgers de Los Angeles le 17 avril 2015.